# Molinos de Campo de Criptana

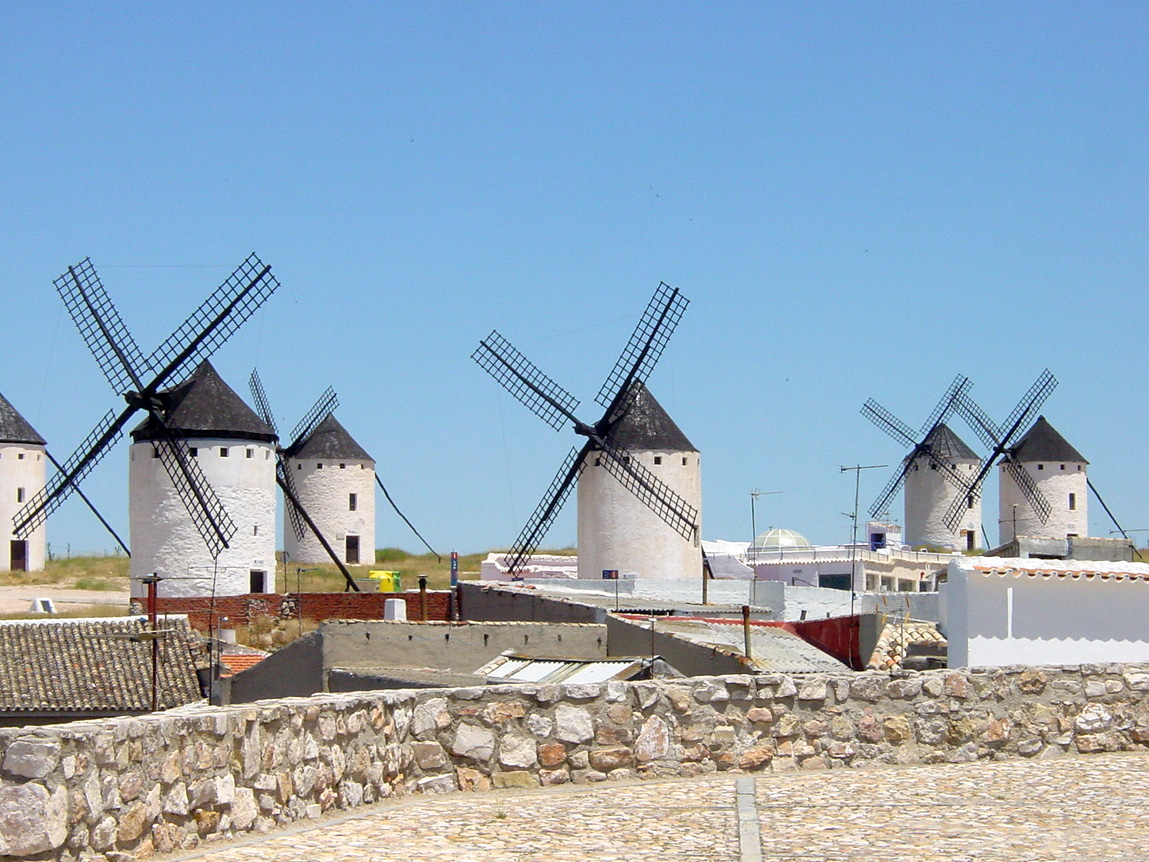
Vista de los molinos

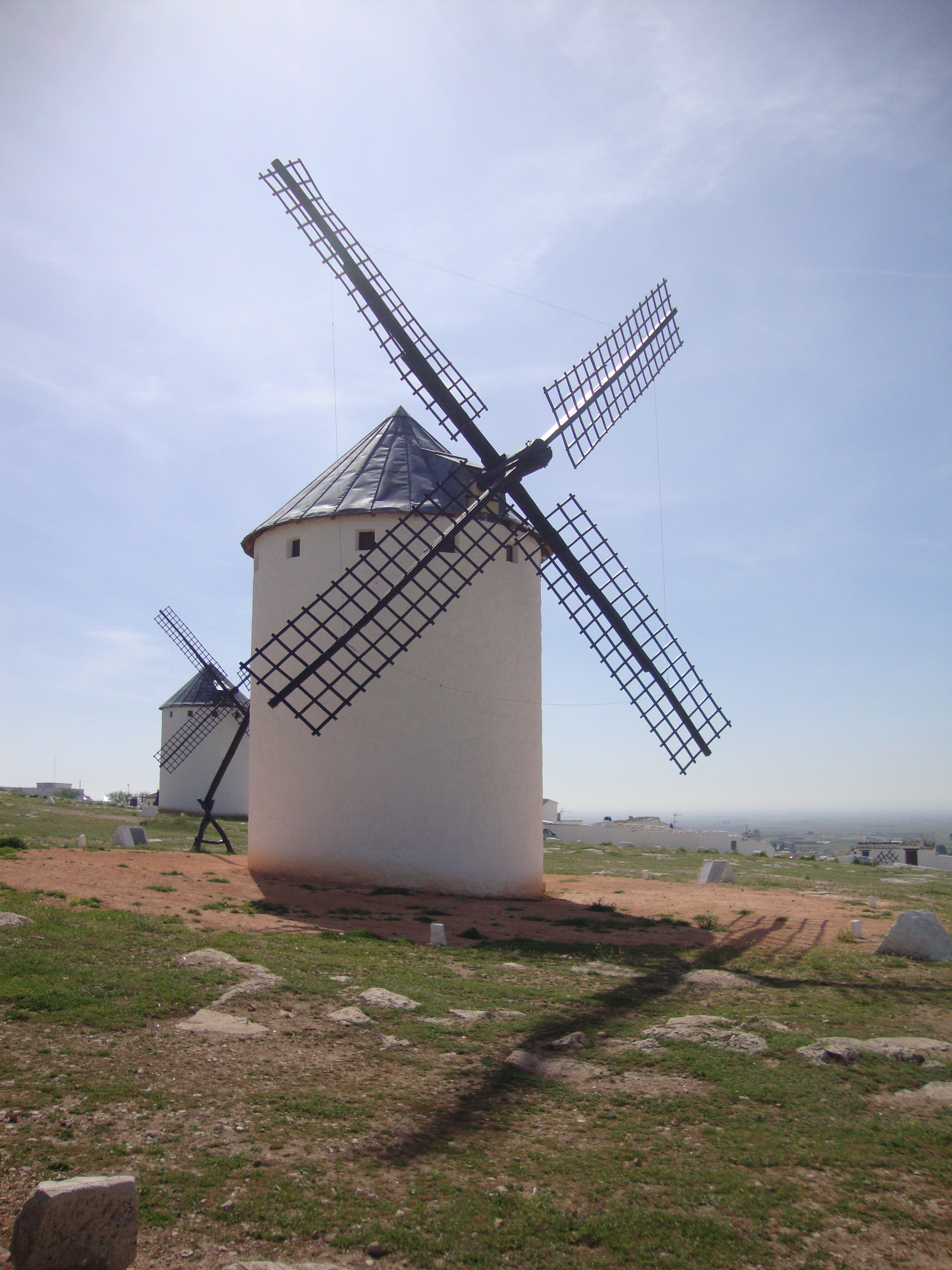
Uno de los molinos

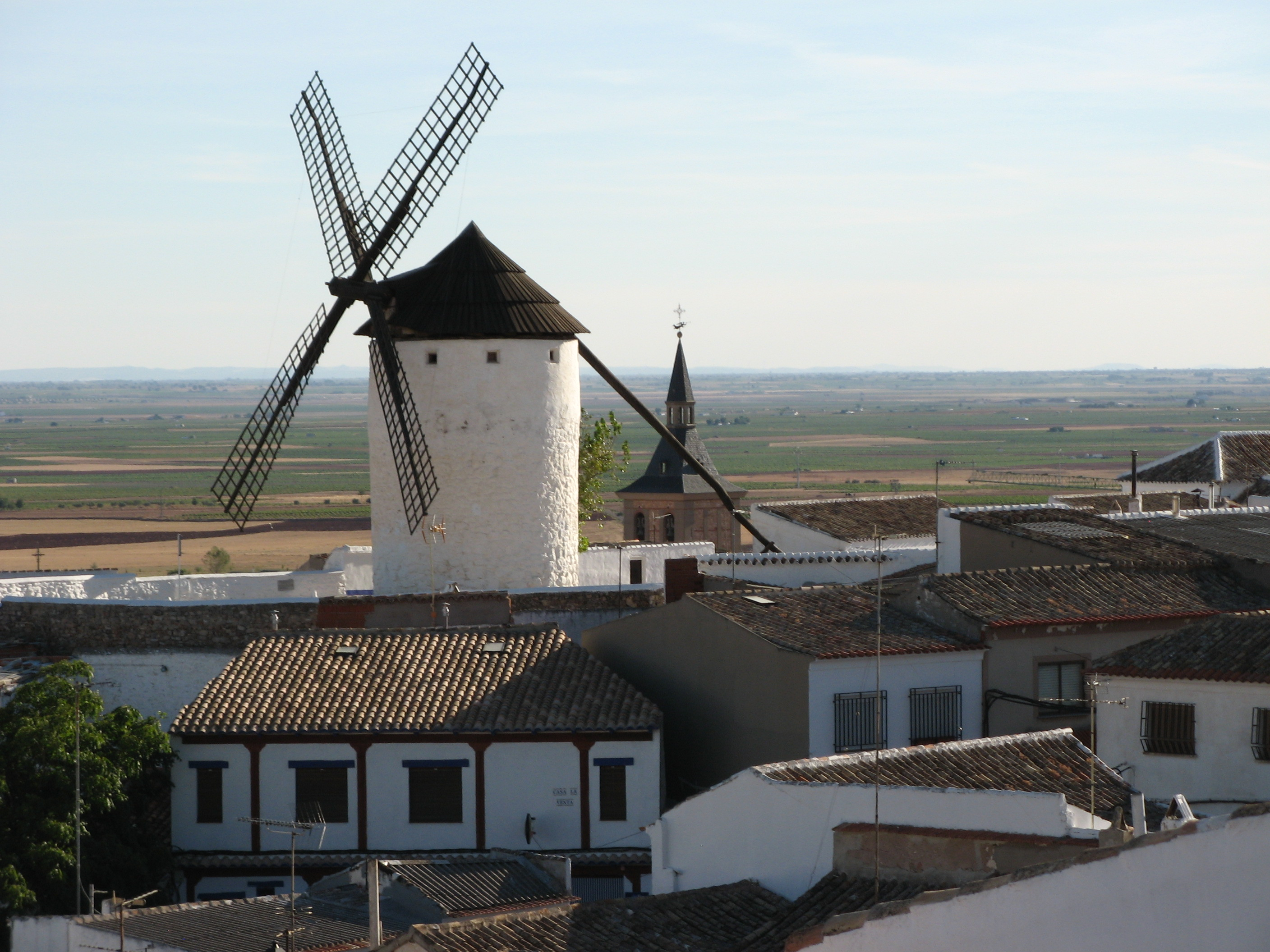
Molino en el núcleo urbano

Los molinos de Campo de Criptana son un conjunto de diez molinos de viento conservados en Campo de Criptana, municipio español de la provincia de Ciudad Real, en Castilla-La Mancha. Se distribuyen en la ladera y la cima de una colina situada a 750 metros de altitud y tres de ellos datan del siglo XVI. En 1978 fueron declarados bien de interés cultural.

## Historia
Los molinos de agua se usaron de siempre para la molienda del grano, pero, hacia el siglo XVI, el interior de la Península fue azotada por una sequía, lo que llevó a una búsqueda de nuevas fuentes de energía. Los últimos cruzados que llegaron de Tierra Santa y la llegada de la Orden de Malta a España se consideran los posibles emisarios de la construcción de los molinos de viento.
En 1575, las Relaciones Topográficas de Felipe II mencionan «muchos molinos» en el municipio de Campo de Criptana. El estudio catastral del Marqués de la Ensenada de 1752, censa treinta y cuatro molinos de viento en esta localidad, abundancia que ha llevado a algunos estudiosos a plantearse la posibilidad de que Cervantes se inspirase en los de Campo de Criptana al escribir la aventura del capítulo VIII de la primera parte, de El Quijote.
En 1846 en el Diccionario geográfico-estadístico-histórico de España y sus posesiones de ultramar, Vol. 5 de Pascual Madoz dice: «27 molinos harineros, uno de agua en el Záncara que sólo muele dos veces al año; un batán en el mismo río».
En el 1870 hubo un declive en la molienda de los molinos por la aparición en el mercado europeo de los granos americanos, rusos y australianos. De todas formas su declinar fue lento. La harina para el pan fue lo primero que tuvieron que dejar de fabricar. No obstante, la harina de almortas y la molturación de piensos para el ganado siguió hasta el siglo XX. Queda noticia de que en Campo de Criptana, los molinos funcionaron hasta entrados los años 50.

## Molino Burleta
También llamado «Burlapobres». Probablemente, el nombre haga alusión a la sospecha de prácticas fraudulentas del molinero. Está situado en el paraje de «La Sierra» del municipio, a una distancia de 350 pasos del casco urbano. Los trabajadores del molino eran sus propietarios. Su renta anual era de una 26 fanegas de trigo cada año, que daban un ingreso de 468 reales al molinero.

## Molino Infanto
Llamado así por sus propietarios: Infantas, que eran una de las familias más ricas del pueblo. Está situado a unos 200 pasos del casco urbano. Este molino estaba arrendado por los propietarios, que entregaban el tercio de las maquilas obtenidas, o recibían una renta fija del molinero.

## Molino Sardinero
Probablemente, el nombre proceda del apellido o del apodo del primer propietario de este molino. Está situado en el Cerro de la Paz, el único dentro del casco urbano. En el Catastro del Marqués de la Ensenada no hay datos del propietario ni de la renta.

## Otros molinos
Hay otros siete molinos en La Sierra: el "Poyatos", sede de la oficina de turismo; el "Inca Garcilaso", que guarda el museo de Labranza; el "Cariari", con el museo de Enrique Alarcón; el "Pilón", donde se encuentra el museo del Vino; el "Lagarto", museo de la Poesía; el "Culebro", dedicado a Sara Montiel y el "Quimera" dedicado al poeta chileno Vicente Huidobro.